# محطة القراميش (رخية)
'

تعديل مصدري - تعديل

محطة القراميش هي إحدى قرى عزلة رخية بمديرية رخية التابعة لمحافظة حضرموت، بلغ تعداد سكانها 57 نسمة حسب تعداد اليمن لعام 2004.